# 데브라 스칼렛
데브라 스카를레트(Debrah Scarlett, 1993년 7월 20일 ~ )은 스위스 알바니아 출신 노르웨이의 가수, 작곡가이다. 스위스에서 노르웨이계 부모 태어났으며 6세에 가족들과 함께 노르웨이로 이주했다. 유로비전 송 콘테스트 2015에 뫼를란드와 함께 노르웨이 대표로 참가했다.